# Can Casanovas (Terrassa)
Can Casanovas és una masia de Terrassa (Vallès Occidental) protegida com a bé cultural d'interès local.
El cos principal té la coberta a dues aigües amb el carener paral·lel a la façana. Té un pati davanter tancat amb un barri, i al voltant del qual se situen les dependències annexes a la masia. A l'exterior del barri hi ha una era.
La finca, de 24 hectàrees, és de propietat municipal. El 2012 no estaven en conreu però l'Ajuntament preveia tornar-les a posar en explotació.